# پاسکو (واشینگتن)
پاسکو (به انگلیسی: Pasco) شهری در شهرستان فرانکلین ایالت واشنگتن است که در سرشماری سال ۲۰۱۰ میلادی، ۵۹۷۸۱ نفر جمعیت داشته است. 